# Sportovní střelba na Letních olympijských hrách 1984
Střelecké soutěže na Olympijských hrách v Los Angeles 1984 se konaly od 29. července do 4. srpna.

## Medailisté

### Muži
| Kategorie                                            | Zlato                     | Stříbro                   | Bronz                     |
| ---------------------------------------------------- | ------------------------- | ------------------------- | ------------------------- |
| 10 metrů vzduchová puška                             | Philippe Heberlé (FRA)    | Andreas Kronthaler (AUT)  | Barry Dagger (GBR)        |
| 50 metrů libovolná pistole                           | Xu Haifeng (CHN)          | Ragnar Skanåker (SWE)     | Wang Yifu (CHN)           |
| 25 metrů rychlopalná pistole                         | Takeo Kamachi (JPN)       | Corneliu Ion (ROU)        | Rauno Bies (FIN)          |
| 50 metrů libovolná malorážka 60 ran vleže            | Edward Etzel (USA)        | Michel Bury (FRA)         | Michael Sullivan (GBR)    |
| 50 metrů libovolná malorážka 3×40 ran polohový závod | Malcolm Cooper (GBR)      | Daniel Nipkov (SUI)       | Alister Allan (GBR)       |
| 50 metrů průběžný cíl                                | Li Yuwei (CHN)            | Helmut Bellingrodt (COL)  | Huang Shiping (CHN)       |
| Skeet                                                | Matthew Dryke (USA)       | Ole Riber Rasmussen (DEN) | Luca Scribani Rossi (ITA) |
| Trap                                                 | Luciano Giovannetti (ITA) | Francisco Boza (PER)      | Daniel Carlisle (USA)     |

### Ženy
| Kategorie                                              | Zlato                | Stříbro                | Bronz                   |
| ------------------------------------------------------ | -------------------- | ---------------------- | ----------------------- |
| 10 metrů vzduchová puška                               | Pat Spurginová (USA) | Edith Guflerová (ITA)  | Wu Xiaoxuan (CHN)       |
| 25 metrů sportovní pistole                             | Linda Thomová (CAN)  | Ruby Foxová (USA)      | Patricia Denchová (AUS) |
| 50 metrů libovolná malorážka 3×20 ran – polohový závod | Wu Xiaoxuan (CHN)    | Ulrike Holmerová (FRG) | Wanda Jewellová (USA)   |